# Pförtnerhaus Heerbrugg
Das Pförtnerhaus Heerbrugg auf dem Balgacher Berg (Hümpeler genannt) steht am Beginn der Strasse zum Schloss Heerbrugg in der Gemeinde Au im Kanton St. Gallen in der Schweiz. Es ist im Inventar der erhaltenswerten Gebäude eingetragen und ist eine Mischung aus Historismus, Landhausstil und Art déco.

## Geschichte
Jacob Schmidheiny erwarb 1867 das auf dem Balgacher Berg im St. Galler Rheintal gelegene Schloss Heerbrugg und liess es von dem aus Nordböhmen stammenden Architekten Wendelin Heene 1910/11 umbauen und die daneben stehende Schmidheiny-Villa errichten. Das Pförtnerhaus Heerbrugg weiter unten am Berg wurde (vermutlich) auch von Heene geplant.
1960 wurde beim Haus eine Garage mit drei Stellplätzen angebaut. Seit 2017 ist der Unternehmer Bruno Rieser Eigentümer der Villa Schmidheiny und des Pförtnerhauses. Die Renovierung des Pförtnerhauses wurde im Februar 2019 fertig gestellt.

## Gebäude
Das Gebäude Schlossstrasse 213 ist in Massivbauweise auf dem Balgacher Berg errichtet. Es steht am Beginn der Strasse zum Schloss Heerbrugg auf einer Liegenschaft mit rund 3400 m² und ist eine Mischung aus Historismus, Landhausstil und Art déco. Es ist in den Hang gebaut, zweigeschossig (mit ausgebautem Dachgeschoss) und verfügt über ein Mansarddach, welches mit roten Biberschwanzziegeln eingedeckt ist. Ein kleines achteckiges Giebeltürmchen (Treppenturm) mit zinnoberroten Fensterrahmen und Fachwerk gibt dem Gebäude eine verspielte Note.
Das Gebäude hat eine Bruttogeschossfläche von 139 m², eine Wohnfläche von 150 m² und einen Bruttorauminhalt rund 1000 m³.
Der grösste Raum im Gebäude ist die ehemalige Gärtnerwerkstatt im Untergeschoss, der sich zum Garten hin öffnet. Beim Umbau 2018/2019 wurde erstmals ein modernes Bad in das Gebäude eingebaut.

## Auszeichnung
Die Architekten Baumschlager Hutter Partners wurden 2020 für die Umbauarbeiten und Renovierung des Pförtnerhauses mit einem Anerkennungspreis Häuser des Jahres 2020 ausgezeichnet.